# 舊阿拉巴姆 (阿肯色州)
舊阿拉巴姆（英語：Old Alabam）是位於美國阿肯色州麥迪遜縣的一個非建制地區。該地的面積和人口皆未知。

## 地理
舊阿拉巴姆的座標為36°08′04″N 93°40′47″W / 36.13444°N 93.67972°W，而該地的平均海拔高度為417米（即1368英尺）。